# Mata Grande
Mata Grande is een gemeente in de Braziliaanse deelstaat Alagoas. De gemeente telt 25.309 inwoners (schatting 2009).